# Julian Golding
Julian Golding (* 17. Februar 1975 in London) ist ein ehemaliger britischer Sprinter, der im 200-Meter-Lauf in der 4-mal-100-Meter-Staffel.

## Leben
1994 in Lissabon wurde Golding mit der britischen Stafette Juniorenweltmeister. 1997 in Turku gewann er bei den U23-Europameisterschaften in 20,46 s Gold über 200 Meter und in 38,99 s Gold in der Staffel. Bei den Weltmeisterschaften 1997 in Athen schied er über 200 Meter im Halbfinale aus. Mit der britischen Stafette erreichte er das Finale. Darren Braithwaite, Darren Campbell, Douglas Walker und Golding gewannen in 38,14 s Bronze hinter den Stafetten aus den Vereinigten Staaten und aus Nigeria.
1998 belegte Golding bei den Halleneuropameisterschaften in Valencia in 20,84 s den vierten Platz. Bei den Europameisterschaften in Budapest standen nach dem 200-Meter-Lauf drei Briten auf dem Siegerpodest. Walker siegte in 20,53 s vor Douglas Turner in 20,64 s und Golding in 20,72 s, wobei Golding zeitgleich mit dem Niederländer Troy Douglas ins Ziel kam und die Bronzemedaille nur aufgrund des Zielfotos erhielt. Tags darauf gewannen Allyn Condon, Campbell, Walker und Golding in 38,52 s auch den Titel in der Staffel. Vier Wochen nach den Europameisterschaften fanden in Kuala Lumpur die Commonwealth Games 1998 statt. Golding siegte über 200 Meter in 20,18 s. Die englische Staffel in der Aufstellung Dwain Chambers, Marlon Devonish, Julian Golding und Darren Campbell gewann in 38,20 s vor den Kanadiern.
1999 wurde Golding bei den Weltmeisterschaften in Sevilla Siebter über 200 Meter in einer Zeit von 20,48 s. Bei den Halleneuropameisterschaften 2000 in Gent gewann er in 21,05 s Bronze.
Golding ist 1,83 m groß und wog in seinen Wettkampfzeiten 68 kg.

## Bestzeiten
- 100 m: 10,28 s, 23. Mai 1998, Kalamata
- 200 m: 20,18 s, 19. September 1998, Kuala Lumpur
  - Halle: 20,46 s, 8. Februar 1998, Birmingham